# Дяченко Олександр Антонович
Олександр Антонович Дяченко (15 жовтня 1951, с. Мала Павлівка, Охтирський район, Сумська область — 7 квітня 2015, м. Суми) — український художник, архітектор. Член Національної спілки художників України (1989).

## Життєпис
Олександр Антонович Дяченко народився в селі Мала Павлівка на Охтирщині.
1976 року закінчив Сумську філію Харківського державного політехнічного інституту (нині — Сумський державний університет).
Навчався в студії образотворчого мистецтва відомого сумського художника і педагога Бориса Данченка.
Працював в галузі художньо-архітектурного проєктування.
Персональні виставки: Суми (1982, 1988), Київ (1988).
Твори зберігаються у галереї мистецтв інституту культури в м. Словень Градець (Словенія), Музеї архітектури імені Олександра Щусєва (Москва).
Помер у Сумах 7 квітня 2015 року.

## Творчість
Один з авторів проєкту формування художнього образу історико-культурного центру міста Суми (1987), який було надруковано в Бюлетені ЮНЕСКО.
Серед основних творів: проєкт «Житловий мікрорайон та художнє середовище» (1982); проєкт-концепція перспективного шкільно-дошкільного закладу (1986); проєкт парку дерев'яної скульптури у м. Тростянець (1986); проєкт художньо-архітектурного рішення приміщень Крафт Фудз Україна (2003); художньо-архітектурна концепція ротонди-каплиці в с. Нова Слобода (2004); художньо-архітектурна концепція гостьових келій Софроніївського монастиря (2005); художньо-архітектурна-концепція реконструкції Театральної площі в м. Суми (2005) та інші.

## Відзнаки
Лауреат міжнародного конкурсу архітектури у м. Словень Градець (Словенія, 1986); міжнародної виставки-конгресу у м. Клагенфурт (Австрія); всесоюзного архітектурного конкурсу (Москва, 1986); республіканського конкурсу (Київ, 1989).